# Slapstick (of Another Kind)
Slapstick (of Another Kind) is een Amerikaanse komische sciencefictionfilm uitgebracht in 1982 en geregisseerd door Steven Paul. Het verhaal is gebaseerd op het boek Slapstick: Or Lonesome No More! van Kurt Vonnegut. Wegens negatieve recensies duurde het tot 1984 eer de film in de Amerikaanse bioscopen was te zien. Deze Amerikaanse versie heeft enkele wijzigingen waaronder de totale lengte en de gebruikte muziek.

## Verhaal
Caleb Swain en zijn vrouw Letitia worden door de pers omschreven als "de mooiste van alle mooiste mensen". Ze zijn dan ook ietwat in shock wanneer hun tweeling wordt geboren. In tegenstelling tot hun ouders zijn dit "monsters". Hun huisarts is van mening dat de baby's slechts enkele maanden zullen leven. Op zijn aanraden wordt de tweeling overgebracht naar een verzorgingstehuis.
Vijftien jaar later krijgen Caleb en Letitia bezoek van een Chinees ambassadeur: de tweeling leeft nog en zijn "genieën met ongekende intelligentie en paranormale krachten waardoor ze alle aardse problemen zouden kunnen oplossen". Die krachten hebben ze enkel wanneer ze in elkaars nabijheid zijn en/of elkaar fysisch aanraken. De tweeling verklaart aan hun ouders dat ze zich onnozel gedragen gewoonweg omdat hun verzorgers eenvoudig te manipuleren zijn.
Uit vrees voor de gevolgen beslissen de ouders samen met de Amerikaanse overheid om de tweeling te scheiden, maar dat wil de Chinese overheid vermijden.
Dan duikt via een ruimtetuig een buitenaards wezen op: hij blijkt de biologische vader van de kinderen te zijn. De effectieve bedoeling van deze hybriden was om alle aardse problemen op te lossen, maar de bewoners van de aarde willen de hybriden enkel misbruiken voor hun eigen belangen. Daarom neemt hij hen mee naar hun thuisplaneet.

## Rolverdeling
| Acteur        | Personage                   |
| ------------- | --------------------------- |
| Jerry Lewis   | Wilbur Swain / Caleb Swain  |
| Madeline Kahn | Eliza Swain / Letetia Swain |
| Marty Feldman | Sylvester                   |
| John Abbott   | Dr. Frankenstein            |
| Jim Backus    | President                   |
| Samuel Fuller | kolonel Sharp               |
| Merv Griffin  |                             |
| Pat Morita    | Ah Fong                     |
| Orson Welles  |                             |

## Nominatie
| Prijs                        | Categorie        | Ontvanger(s) | Resultaat   |
| ---------------------------- | ---------------- | ------------ | ----------- |
| Golden Raspberry Awards 1984 | Slechtste acteur | Jerry Lewis  | Genomineerd |